# 혼 안도니 고이코에체아
혼 안도니 고이코에체아(스페인어: Jon Andoni Goikoetxea, 1965년 10월 21일 ~ )는 스페인의 전직 축구 선수로 주 포지션은 공격수와 미드필더지만 오른쪽 측면 수비수까지 소화가 가능했다.
1985년 20세의 나이로 셀타 비고와의 경기로 CA 오사수나에서 데뷔하였고, 1987–88 시즌 11골을 넣어 자신의 역대 최고 골 기록을 세웠다. 1988년 FC 바르셀로나에 입단하였으나, 곧바로 레알 소시에다드로 임대되어 그곳에서 2시즌을 뛰었다.
1990–91 시즌부터 FC 바르셀로나로 복귀하여 치키 베히리스타인, 훌리오 살리나스, 호세 마리 바케로와 함께 팀의 4시즌 연속 프리메라리가 우승과 1991-92 시즌 유러피언컵 우승에 공헌하며 팀의 전성기를 이끌었다. FC 바르셀로나에서 데뷔하였던 1990–91 시즌에 그는 37경기를 뛰었고, 돈 발론 지로부터 '스페인 올해의 축구 선수'에 선정되었다. 1994년 아틀레틱 빌바오로 이적해 3시즌 동안 활약하다 일본 J리그의 요코하마 F. 마리노스에 입단하여 훌리오 살리나스와 다시 한 번 같은 팀에서 활약하게 되었다. 그러나 1시즌 뒤 다시 CA 오사수나로 이적했고, 그곳에서 은퇴하였다. 2010년 세레스 CD의 코치에 선임되어 CA 오사수나와 아틀레틱 빌바오에서 같이 활약하였던 호세 앙헬 시간다를 보좌하게 되었다.
고이코에체아는 스페인 축구 국가대표팀에서 6년 동안 36경기를 뛰었으며, 그는 1990년 12월 12일 브라질과의 경기에서 데뷔하였다. 대한민국과의 인연은 1994년 FIFA 월드컵 조별 예선에서 만나 1골을 기록하였다.